# Jadrija
Jadrija je vesnice a přímořské letovisko v Chorvatsku v Šibenicko-kninské župě. Oficiálně nejde o samostatnou vesnici, ale o součást města Šibenik, od něhož se nachází asi 13 km po silnici jihozápadně.
Vesnice leží u zátok Sićenica (u ní se nachází přístav) a Galjetov gat. Získala název po ostrově Sveti Andrija, který byl roku 1922 spojen s pobřežím. V roce 1871 zde byl postaven maják.